# Phaonia thomsoni
Phaonia thomsoni är en tvåvingeart som beskrevs av Malloch 1921. Phaonia thomsoni ingår i släktet Phaonia och familjen husflugor. Inga underarter finns listade i Catalogue of Life.